# Kościół Matki Bożej Różańcowej w Goszczowicach
Kościół Matki Bożej Różańcowej – rzymskokatolicki kościół filialny położony w Goszczowicach. Kościół należy do parafii św. Rocha w Tułowicach, w dekanacie Niemodlin, diecezji opolskiej.

## Historia kościoła
Kościół w Goszczowicach zbudowany został w 1903 roku. Wtedy wieś ta należała do parafii Przechód, a w latach 1930–1945 do nieistniejącej już dziś parafii Klucznik. W 1945 roku wieś Goszczowice została przyłączona do parafii Tułowice.